# Fenoldopam
Il  fenoldopam è un principio attivo, un vasodilatatore agonista parziale selettivo del recettore dopaminico postsinaptico D1.

## Indicazioni
Viene utilizzato nelle crisi ipertensive gravi, viene preferito al nitroprussiato di sodio nel caso di insufficienza renale sia di tipo acuto che cronico. La sua diffusione trova ostacolo in Germania dove non è in commercio.
Solitamente viene utilizzato negli adulti, ma la FDA ne ha autorizzato negli USA l'uso ai bambini in dosi molto basse. 
Inoltre esistono studi condotti sulla sua efficacia come prevenzione della nefropatia da mezzo di contrasto dopo intervento coronarico percutaneo, (sono soggetti a rischio i diabetici e chi ha malattie renali) qui è dibattuto la sua efficacia e i risultati sono contrastanti rilevando una miglioramento sul flusso ematico.

## Meccanismo di azione
Il fenoldopam è caratterizzato dalla sua velocità di azione, la vasodilatazione che porta al sistema vascolare renale induce un aumento del flusso ematico renale anche se viene ridotta la pressione arteriosa. Nella sua azione si riscontra anche un aumento dell'escrezione di sodio.

## Effetti indesiderati

### Maggiori
Fra gli effetti collaterali più frequenti si riscontrano cefalea, angina, nausea, ipokaliemia e ipotensione. Causa spesso una leggera tachicardia a dosi >0,1 µg/kg/min.

### Minori
In misura minore si sono visti casi di dorsopatia, dolore addominale, vomito, insonnia, infezioni del tratto urinario.

## Gravidanza
Si sono effettuati test sugli animali ad alte dosi senza portare effetti negativi sui feti e sulla fertilità ma non è stato testato ancora con sufficienza negli esseri umani.